# Paul Cameron

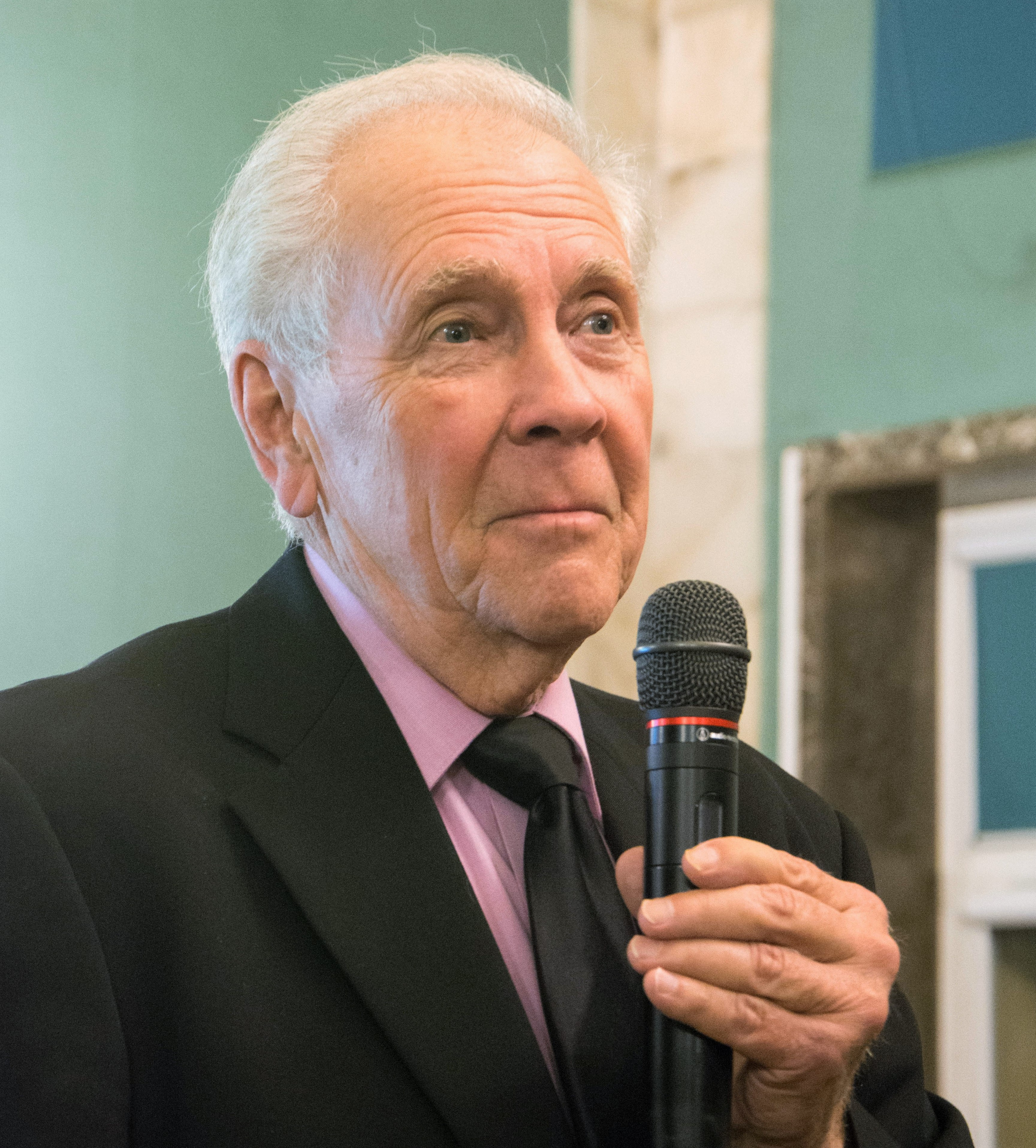
Paul Cameron, 2019

Paul Cameron (* 9. November 1939 in Pittsburgh, Pennsylvania) ist ein umstrittener US-amerikanischer Psychologe.

## Leben
Cameron erhielt seinen Bachelor of Arts vom Los Angeles Pacific College 1961, im folgenden Jahr seinen Master of Arts von der California State University in Los Angeles und 1966 seinen Ph. D. von der University of Colorado. Danach wurde er als Wissenschaftler an der Wayne State University (1967/68), der University of Louisville (1970–73), der Fuller Graduate School of Psychology (1976–79) und der University of Nebraska (1979/80) beschäftigt.
1983 wurde Cameron aus der American Psychological Association ausgeschlossen, weil er gegen den Ethik-Kodex des Verbands mit seiner Veröffentlichung der 1983 ISIS Survey verstieß, in der er behauptete, die These, dass Homosexuelle pervers und kriminell seien, sei bewiesen. 1985 und 1986 verabschiedete die American Sociological Association Resolutionen, in denen sie behauptete, Cameron habe konsequent soziologische Forschung falsch dargestellt. Nach Darstellung Camerons rührten diese Rügen von „politischen Meinungsunterschieden“.
Er ist derzeit der Vorsitzende des Family Research Institute in Colorado Springs, das alle willkommen heißt, die sich „anschließen im Kampf eine Welt wiederherzustellen, wo die Ehe hochgehalten und geehrt wird, wo Kinder aufgezogen und geschützt sind, und wo Homosexualität nicht gelehrt und akzeptiert wird, sondern stattdessen entmutigt und auf jeder Stufe abgelehnt wird.“
Dieses Institut wurde im Jahre 2005 vom Southern Poverty Law Center als Hassgruppe eingestuft. Camerons Forschungen sind sehr umstritten, da er Homosexualität mit AIDS, Pädophilie und gesundheitlichen Problemen in Verbindung bringt. Während seine Forschungen viel Kritik ernten, und es von anderen Psychologen keine allgemeine Zustimmung zur These gibt, dass sie methodisch einwandfrei seien, werden sie manchmal von Gruppen als Unterstützung gegen die Gleichgeschlechtliche Ehe und gegen das Recht auf Pflegschaft und Adoption von Kindern durch gleichgeschlechtlich Zusammenlebende zitiert.
Am 26. Oktober 2007 referierte Cameron in London auf einer Veranstaltung des Christian Council of Britain (CCB), einer Vorfeldorganisation der rechtsextremen British National Party (BNP), im Rahmen einer Veranstaltungsreihe des CCB zum Thema „Moral und Werte“. Im Juni 2008 hielt Cameron sich in Moskau auf, wo er u. a. mit Vertretern des wegen antisemitischer Aussagen und geringen inhaltlichen Niveaus in die Kritik geratenen soziologischen Instituts der Staatlichen Universität Moskau zusammentraf und die ablehnende Haltung des Moskauer Bürgermeisters Juri Michailowitsch Luschkow zum Moscow Pride unterstützte.

### Kritik
Die American Psychological Association hatte Cameron bereits 1983 aus ihrer Organisation ausgeschlossen. 1984 distanzierte sich die Nebraska Psychological Association von den Interpretationen Paul Camerons. 1996 distanzierte sich der Aufsichtsrat (Board of Directors) der Canadian Psychological Association von seinen Werken.

## Gerichtlicher Sachverständiger
Paul Cameron sagte 1985 im Fall Baker v. Wade aus. Seine Aussage, dass „Homosexuelle mit einer proportional größeren Wahrscheinlichkeit Kinder missbrauchen als Heterosexuelle“ wurde von Buchmeyer, dem Richter des Dallas US-Bundesbezirksgerichts, in Frage gestellt. In seiner Urteilsbegründung befand er: „Dr. Paul Cameron selbst […] hat falsche Darstellungen diesem Gericht vorgelegt“ sowie: „Es hat hier, abgesehen von Dr. Cameron, keinerlei Betrug oder falsche Darstellungen gegeben“.
2005 war Paul Cameron der wichtigste Sachverständige vor dem Ausschuss des Landtags in Virginia, der sich mit der „Virginia Anti-Gay Adoption Bill“ befasste, einem gescheiterten Gesetzentwurf, welcher Kindesadoption durch Lesben und Schwule verboten hätte. Er behauptete, dass Schwule, Drogenkonsumenten und Prostituierte die „Gesellschaft stören“ und eine viel kürzere Lebenserwartung haben. Er behauptete, es sei wissenschaftlich erwiesen, dass die durchschnittliche Lebenserwartung von Homosexuellen 42 Jahre beträgt. Die Methode seiner 1994 veröffentlichten Studie wurde für das Verwenden von Daten einer convenience sample (bequeme Stichprobe, welche jede Person verwendet, die verfügbar ist und damit nicht repräsentativ ist) kritisiert. Die Studie hatte als Quellen Todesanzeigen in schwulen Zeitungen verwendet und sie auf die ganze Bevölkerung übertragen. Dies geschah auf dem Höhepunkt der AIDS-Epidemie, bevor es zuverlässige Medikamente gab.

## Schriften
- Paul Cameron: The longevity of homosexuals: Before and after the AIDS epidemic. In: Omega 29, 1994, S. 249–272, Playfair, W. L., & Wellum